# Isomura Ryota
Ryota Isomura (磯村 亮太, sinh ngày 16 tháng 3 năm 1991) là một cầu thủ bóng đá người Nhật Bản thi đấu cho Albirex Niigata.

## Thống kê sự nghiệp

### Câu lạc bộ
Cập nhật đến ngày 23 tháng 2 năm 2017.
| Câu lạc bộ     | Mùa giải | Giải vô địch | Giải vô địch | Cúp1    | Cúp1      | Cúp Liên đoàn2 | Cúp Liên đoàn2 | Châu lục3 | Châu lục3 | Tổng    | Tổng      |
| Câu lạc bộ     | Mùa giải | Số trận      | Bàn thắng    | Số trận | Bàn thắng | Số trận        | Bàn thắng      | Số trận   | Bàn thắng | Số trận | Bàn thắng |
| -------------- | -------- | ------------ | ------------ | ------- | --------- | -------------- | -------------- | --------- | --------- | ------- | --------- |
| Nagoya Grampus | 2009     | 0            | 0            | 0       | 0         | 0              | 0              | 0         | 0         | 0       | 0         |
| Nagoya Grampus | 2010     | 0            | 0            | 1       | 0         | 0              | 0              | -         | -         | 1       | 0         |
| Nagoya Grampus | 2011     | 20           | 3            | 2       | 0         | 2              | 0              | 4         | 0         | 28      | 3         |
| Nagoya Grampus | 2012     | 5            | 0            | 2       | 0         | 0              | 0              | 1         | 0         | 8       | 0         |
| Nagoya Grampus | 2013     | 6            | 0            | 0       | 0         | 3              | 0              | -         | -         | 9       | 0         |
| Nagoya Grampus | 2014     | 17           | 1            | 3       | 0         | 0              | 0              | -         | -         | 20      | 1         |
| Nagoya Grampus | 2015     | 24           | 2            | 0       | 0         | 7              | 0              | -         | -         | 31      | 2         |
| Nagoya Grampus | 2016     | 16           | 0            | 0       | 0         | 3              | 0              | -         | -         | 19      | 0         |
| Tổng           | Tổng     | 88           | 6            | 8       | 0         | 15             | 0              | 5         | 0         | 116     | 6         |

1Bao gồm Cúp Hoàng đế Nhật Bản.
2Bao gồm J. League Cup.
3Bao gồm Giải vô địch bóng đá các câu lạc bộ châu Á.